# Cytheretta corrugata
Cytheretta corrugata är en kräftdjursart som först beskrevs av LeRoy 1943.  Cytheretta corrugata ingår i släktet Cytheretta och familjen Cytherettidae. Inga underarter finns listade i Catalogue of Life.